# سيزار إي. أرويو
سيزار إي. أرويو هو صحفي وكاتب ودبلوماسي وشاعر إكوادوري، ولد في 1887، وتوفي في 1937.